# Orthogonioptilum incana
Orthogonioptilum incana är en fjärilsart som beskrevs av L.Sonthonnax 1899. Orthogonioptilum incana ingår i släktet Orthogonioptilum och familjen påfågelsspinnare. Inga underarter finns listade i Catalogue of Life.